# Gröngölsmåla naturreservat
Gröngölsmåla är ett naturreservat i Karlskrona kommun i Blekinge län.
Reservatet är skyddat sedan 1992 och omfattar 44 hektar. Det är beläget väster om Alnaryd och består av ett skogsområde nordost om Hallsjön
De båda naturreservaten Gröngölsmåla och Vantakalleberget utgör tillsammans ett stort barrskogsdominerat område i Blekinge. På de magra hällmarkerna växer mest tall. I de fuktiga sänkorna finns mindre granbestånd. I norr växer barrblandskog. I lägre partier och vid Hallsjön växer björk, ek och bok.
Naturreservatet ingår i EU:s ekologiska nätverk, Natura 2000.